# 長谷川博一
長谷川 博一（はせがわ ひろかず、1959年5月10日 - ）は、日本の心理学者。一般社団法人こころぎふ臨床心理センターセンター長。公認心理師、元臨床心理士。東海学院大学元教授。愛知県名古屋市出身。

## 人物
南山大学在学中、学生相談室で山中康裕と出会ったことで心理学を志す。心理学者として刑事事件における被告の精神鑑定を務める。また、他の殺人事件の被告らにも独自に接見し、その一部は著書にまとめられている。
カウンセラーとして、東ちづる、柳美里のカウンセリングも行う。2012年に東海学院大学を退職後、こころぎふ臨床心理センターを設立。「親子連鎖を断つ会」も主宰し、虐待問題にも取り組んでいる。
2017年に臨床心理士の資格停止処分を受け、資格を返上した。

## 経歴
- 1959年 - 愛知県生まれ。
- 1984年 - 南山大学文学部教育学科卒業。
- 1988年 - 名古屋大学大学院教育学研究科（心理学専攻）博士後期課程中途退学。
- 1988年 - 東海女子大学（現在の東海学院大学）文学部人間関係学科 助手。
- 1990年 - 東海女子大学文学部人間関係学科 講師。
- 1994年 - 東海女子大学文学部人間関係学科 助教授。
- 2001年 - 東海女子大学文学部人間関係学科 教授。
- 2002年 - 東海女子大学大学院文学研究科 教授。
- 2012年 - 東海学院大学を退職。一般社団法人こころぎふ臨床心理センターを設立し代表理事に就任。

## 著書

### 単著
- 『子どもたちの「かすれた声」-スクールカウンセラーが読み解く「キレる」深層心理-』（日本評論社、1998年）
  - 『新版 子どもたちのかすれた声-キレる深層心理を読み解く-』（樹花舎、2005年）
- 『たましいの誕生日-迷えるインナーチャイルドの生きなおしに寄り添う-』（日本評論社、1999年）
- 『こんにちは、メンタルフレンド-ひきこもりの子どもの心を開き、家族をも開く支援システム-』（日本評論社、2000年）
- 『しつけ-親子がしあわせになるために-』（樹花舎、2002年）
- 『たすけて！ 私は子どもを虐待したくない』（径書房、2003年） 『虐待する私を誰か止めて！』（光文社知恵の森文庫、2012年）
- 『よい子になりたい-少女の心に棲みつく悪魔-』（樹花舎、2003年）
- 『カウンセリングマインドの重要性-学校臨床の現場から-』（樹花舎、2004年）
- 『あのとき、本当は……-封印された子どもたちの叫び-』（樹花舎、2004年）
- 『断ち切れ！ 虐待の世代連鎖-子どもを守り、親をも癒す-』（樹花舎、2004年）
- 『お母さんはしつけをしないで』（草思社、2005年）のち文庫
- 『あなたはダメな子じゃない-「私の子育て失敗かも……」というお母さんのためのマニュアル-』（主婦の友社、2006年） 『ダメな子なんていません-ダメな親もいません-』（新潮文庫、2009年）
- 『わが子の気持ちがわからない-思春期の子育て-』（PHP文庫、2008年）
- 『親と子の気持ちを結ぶ　魔法のしつけ』 （PHP文庫、2008年）
- 『お母さん、「あなたのために」と言わないで 子育てに悩むすべての人への処方箋』（草思社、2010年）
- 『殺人者はいかに誕生したか 「十大凶悪事件」を獄中対話で読み解く』（新潮社、2011年）のち文庫

### 共著
- 『“私”はなぜカウンセリングを受けたのか―「いい人、やめた!」母と娘の挑戦』（マガジンハウス、2002年） 共著：東ちづる
- 『ファミリー・シークレット』（講談社、2010）共著：柳美里
- 『生きる—どんなにひどい世界でも』（主婦と生活社、2019）共著：茂木健一郎